# Umbilicus paniculiformis
Umbilicus paniculiformis är en fetbladsväxtart som beskrevs av G.E. Wickens. Umbilicus paniculiformis ingår i släktet navelörter, och familjen fetbladsväxter. Inga underarter finns listade i Catalogue of Life.